# Centro Histórico de Diamantino
O Centro Histórico de Diamantino é um bem tombado localizado no município de Diamantino, no Mato Grosso. O local é tombado a nível estadual como Patrimônio Histórico e Artístico de Mato Grosso.
Entre as propriedades tombadas estão a Igreja Matriz Imaculada Conceição, a Casa Memorial dos Viajantes, o Museu Langsdorff, a Fundação Cultural, a Praça Major Caetano, a Biblioteca Municipal Monteiro Lobato, dentre outros.
Em 2023, foi aprovado um plano de revitalização do Centro Histórico, em uma parceiria entre a prefeitura e a Fundação Getúlio Vargas. O projeto preve um investimento de R$ 25 milhões e beneficiará a Casa Memorial dos Viajantes, a Praça Major Caetano, a Biblioteca Municipal Monteiro Lobato e criará um Centro de Gastronomia.